# آپریل پالمیری
آپریل پالمیری (به انگلیسی: April Palmieri) عکاس و نوازندهٔ اهل ایالات متحدهٔ آمریکا است که در دههٔ ۸۰ میلادی با یک گروه کوبه‌ای ۱۲ نفرهٔ زنانه به نام پالسالاما کارهایی را اجرا کرد. در سال‌های آغازین دههٔ ۱۹۸۰ آن‌ها در مکان‌هایی مثل ماد کلاب، نایت‌کلاب پیرامید، دنس‌تریا و کلاب ۵۷ ساز می‌زدند. عکس‌های پالمیری از آن دوران، شامل تصاویری از کیت هرینگ و جان سکس در گالری تیت لیورپول و موزه هنر مدرن نیویورک به نمایش درآمده‌است.

## پالسالاما

روی جلد آلبوم پالسالاما

پالسالاما (به انگلیسی: Pulsallama) یک گروه سازهای کوبه‌ای پست-پانک بود که به عنوان یک پروژهٔ هنری پرفورمَنس شروع به کار کرد و در دورهٔ کوتاه فعالیتش به یک حرکت  پاپ آندرگراوند با طرفداران بین‌المللی تبدیل شد. موسیقی پالسلاما (به جز گیتار باس) کاملاً از آواز و سازهای کوبه‌ای ساخته شده بود. این ترکیب برآمده از ایدهٔ چند عضو ثابت گروه بود که به یک ارکستر زنانهٔ مبتنی بر اعتقادات پانکی و بی‌نیاز از نوازندگان حرفه‌ای فکر می‌کردند. آن‌ها از طبل‌های موسیقی لاتین تا بطری‌های خالی آبجو به‌عنوان ساز استفاده می‌کردند که با طنز پوچ‌گرایانهٔ شعرهایشان همراهی می‌شد. عنوان گروه را آنا مگنوسون برایشان انتخاب کرد که ترکیبی‌ست از نام برند مخلوط‌کن پالس-مَتیک و شتر لاما.
پالسالاما در دورهٔ کوتاه فعالیت‌شان فقط دو تک‌آهنگ منتشر کردند. به دلیل نداشتن بودجه آلبومی از آن‌ها منتشر نشد تا این‌که در سال ۲۰۲۰ هفت ترانه‌شان که در سال ۱۹۸۳ برای رادیو فرانسه ضبط کرده بودند در قالب یک ئی‌پی با عنوان پالسالاما منتشر شد.
معروف‌ترین ترانهٔ آن‌ها «شیطان در بدن شوهرم زندگی می‌کند» است. ترانه از زبان زنی روایت می‌شود که شوهرش در زیرزمین خانه‌شان پارس می‌کند. در همسایگی آن‌ها شخصی زندگی می‌کند که چون ۱۷ گربه در خانه‌اش دارد بیشتر مردم شهر فکر می‌کنند یک جادوگر است. به‌نظر جادوگر همسایه، شوهر زن تسخیر شده‌است اما بعداً تشخیص داده می‌شود که او به یک اختلال روانی لاعلاج مبتلاست.

## بایگانی
بایگانی‌ای از مقالات، ویدئوها و داستان‌های او بین سال‌های ۱۹۸۰ تا ۱۹۹۰ در مجموعه‌های ویژه کتابخانه فالز نگهداری می‌شود.